# Dystrykt Nowshera
Dystrykt Nowshera (urdu: ضلع نوشہرہ) – dystrykt w północnym Pakistanie w prowincji Chajber Pasztunchwa. W 1998 roku liczył 874 373 mieszkańców (z czego 52,1% stanowili mężczyźni) i obejmował 112 042 gospodarstw domowych. Siedzibą administracyjną dystryktu jest Nowshera.